# Laura Trenter
Laura Gertrud Elisabeth Trenter, under en period Eriksson Trenter, född 29 maj 1961 i Florens , är en nordisk författare, som skrivit barndeckare, guideböcker, bilderböcker och gjort datorspel.

## Biografi
Trenter bodde sina första år till stor del i Rom. Hon har studerat arkeologi, kulturantropologi och skapande svenska vid Uppsala universitet. Efter en mediautbildning följde tillfälliga anställningar som journalist på bland annat Dagens Nyheter och Kvällsposten. 
Det var ursprungligen fantasy och inte deckare som hon hade tänkt skriva, något som inte blev verklighet förrän med den femtonde boken, Puman (2004). Debuten skedde istället med barnboken Pojkarna Puckelbros bilbekymmer (1994). Det blev tre böcker om pojkarna Puckelbro, illustrerade av Joakim Lindengren. Intresset för arkeologi avspeglas bland annat i faktaboken Gräv efter spår (2001).
År 2003 fick hon Bokmässans pris som årets näst bästa ungdoms- och deckarförfattare.

### Familj
Laura Trenter är dotter till deckarförfattarna Stieg Trenter och Ulla Trenter samt halvsyster till fotografen Bo Trenter. Hon var 1988–2009 gift med Olof Eriksson (född 1961), med vilken hon har två söner. Numera (2023) är hon sambo med Peter Lund (född 1964).

## Priser och utmärkelser
- Spårhunden 2002 (för Julian och Jim)
- Bokjuryn kategori 10-13 år 2003
- Regionförbundet i Kalmar läns kulturstipendium 2006